# Мауро Еспозіто
Мауро Еспозіто (італ. Mauro Esposito, нар. 13 червня 1979, Торре-дель-Греко) — італійський футболіст, що грав на позиції нападника, зокрема за «Кальярі», а також національну збірну Італії.

## Клубна кар'єра
Народився 13 червня 1979 року в місті Торре-дель-Греко. Вихованець футбольної школи клубу «Пескара». Дорослу футбольну кар'єру розпочав 1996 року в основній команді того ж клубу, в якій провів три сезони, взявши участь у 46 матчах Серії B. 
1999 року став гравцем вищолігового «Удінезе», у складі якого, утім, не зумів пробитися до основного складу і, провівши за півтора сезони лише 9 матчів у чемпіонаті, на початку 2001 року повернувся на умовах оренди до «Пескари».
Влітку того ж 2001 року став гравцем іншої друголігової команди, «Кальярі», в якій швидко став основним гравцем атакувальної ланки. За три роки, у 2004, допоміг команді здобути підвищення в класі до Серії A, на рівні якої відіграв за сардинську команду ще три сезони.
Влітку 2007 року перебрався до столичної «Рома», де мав проблеми з потраплянням до складу команди і звідки за рік був відданий в оренду до «К'єво», а на початку 2010 року — до друголігового «Гроссето».
Завершував ігрову кар'єру у команді третьолігового римського «Атлетіко», за яку виступав протягом 2010—2011 років.

## Виступи за збірну
2004 року дебютував в офіційних матчах у складі національної збірної Італії. Загалом за три роки провів у її формі шість матчів.

## Кар'єра тренера
Розпочав тренерську кар'єру, повернувшись 2018 року до рідної «Пескари», де увійшов до тренерського штабу команди дублерів клубу.
З 2019 року став головним тренером команди U-13 того ж клубу.

## Статистика виступів

### Статистика клубних виступів
| Сезон               | Команда             | Чемпіонат           | Чемпіонат | Чемпіонат | Національний кубок | Національний кубок | Національний кубок | Континентальні кубки | Континентальні кубки | Континентальні кубки | Інші змагання | Інші змагання | Інші змагання | Усього | Усього |
| Сезон               | Команда             | Ліга                | Ігор      | Голів     | Ліга               | Ігор               | Голів              | Ліга                 | Ігор                 | Голів                | Ліга          | Ігор          | Голів         | Ігор   | Голів  |
| ------------------- | ------------------- | ------------------- | --------- | --------- | ------------------ | ------------------ | ------------------ | -------------------- | -------------------- | -------------------- | ------------- | ------------- | ------------- | ------ | ------ |
| 1996–97             | «Пескара»           | B                   | 0         | 0         | КІ                 | 0                  | 0                  | -                    | -                    | -                    | -             | -             | -             | 0      | 0      |
| 1997–98             | «Пескара»           | B                   | 8         | 0         | КІ                 | 0                  | 0                  | -                    | -                    | -                    | -             | -             | -             | 8      | 0      |
| 1998–99             | «Пескара»           | B                   | 38        | 12        | КІ                 | 0                  | 0                  | -                    | -                    | -                    | -             | -             | -             | 38     | 12     |
| 1999–00             | «Удінезе»           | A                   | 6         | 0         | КІ                 | 2                  | 1                  | КУЄФА                | 1                    | 0                    | -             | -             | -             | 9      | 1      |
| 2000-січ. 2001      | «Удінезе»           | A                   | 3         | 0         | КІ                 | 2                  | 1                  | Інт+КУЄФА            | 5+2                  | 0                    | -             | -             | -             | 12     | 1      |
| Усього за «Удінезе» | Усього за «Удінезе» | Усього за «Удінезе» | 9         | 0         |                    | 4                  | 2                  |                      | 8                    | 0                    |               | -             | -             | 21     | 2      |
| січ.-черв. 2001     | «Пескара»           | B                   | 18        | 4         | КІ                 | -                  | -                  | -                    | -                    | -                    | -             | -             | -             | 18     | 4      |
| Усього за «Пескара» | Усього за «Пескара» | Усього за «Пескара» | 64        | 16        |                    | 0                  | 0                  |                      | -                    | -                    |               | -             | -             | 64     | 16     |
| 2001–02             | «Кальярі»           | B                   | 32        | 7         | КІ                 | 2                  | 1                  | -                    | -                    | -                    | -             | -             | -             | 34     | 8      |
| 2002–03             | «Кальярі»           | B                   | 37        | 11        | КІ                 | 3                  | 0                  | -                    | -                    | -                    | -             | -             | -             | 40     | 11     |
| 2003–04             | «Кальярі»           | B                   | 40        | 17        | КІ                 | 1                  | 1                  | -                    | -                    | -                    | -             | -             | -             | 41     | 18     |
| 2004–05             | «Кальярі»           | A                   | 34        | 16        | КІ                 | 4                  | 3                  | -                    | -                    | -                    | -             | -             | -             | 38     | 19     |
| 2005–06             | «Кальярі»           | A                   | 38        | 6         | КІ                 | 5                  | 2                  | -                    | -                    | -                    | -             | -             | -             | 43     | 8      |
| 2006–07             | «Кальярі»           | A                   | 18        | 1         | КІ                 | 3                  | 1                  | -                    | -                    | -                    | -             | -             | -             | 21     | 2      |
| Усього за «Кальярі» | Усього за «Кальярі» | Усього за «Кальярі» | 199       | 58        |                    | 18                 | 8                  |                      | -                    | -                    |               | -             | -             | 217    | 66     |
| 2007–08             | «Рома»              | A                   | 8         | 0         | КІ                 | 2                  | 0                  | ЛЧ                   | 6                    | 0                    | СІ            | 0             | 0             | 16     | 0      |
| 2008–09             | «К'єво»             | A                   | 27        | 0         | КІ                 | -                  | -                  | -                    | -                    | -                    | -             | -             | -             | 27     | 0      |
| 2009-січ. 2010      | «Рома»              | A                   | 0         | 0         | КІ                 | 1                  | 0                  | ЛЄ                   | 0                    | 0                    | -             | -             | -             | 1      | 0      |
| Усього за «Рому»    | Усього за «Рому»    | Усього за «Рому»    | 8         | 0         |                    | 3                  | 0                  |                      | 6                    | 0                    |               | 0             | 0             | 17     | 0      |
| січ.-черв. 2010     | «Гроссето»          | B                   | 18        | 4         | КІ                 | -                  | -                  | -                    | -                    | -                    | -             | -             | -             | 18     | 4      |
| 2010–11             | «Атлетіко» (Рим)    | ЛП1Д                | 19        | 5         | КІ+КІ-ЛП           | 0+2                | 0                  | -                    | -                    | -                    | -             | -             | -             | 21     | 5      |
| Усього за кар'єру   | Усього за кар'єру   | Усього за кар'єру   | 344       | 83        |                    | 27                 | 10                 |                      | 14                   | 0                    |               | 0             | 0             | 385    | 93     |

### Статистика виступів за збірну
| Дата       | Місто   | Господарі | Результат | Гості                | Турнір            | Голи | Примітки |
| ---------- | ------- | --------- | --------- | -------------------- | ----------------- | ---- | -------- |
| 9-10-2004  | Целє    | Словенія  | 1 – 0     | Італія               | Відбір до ЧС 2006 | -    | 69'      |
| 17-11-2004 | Мессіна | Італія    | 1 – 0     | Фінляндія            | товариський матч  | -    | 46'      |
| 9-2-2005   | Кальярі | Італія    | 2 – 0     | Росія                | товариський матч  | -    | 46'      |
| 30-3-2005  | Падуя   | Італія    | 0 – 0     | Ісландія             | товариський матч  | -    |          |
| 8-6-2005   | Торонто | Італія    | 1 – 1     | Сербія та Чорногорія | товариський матч  | -    | 35'      |
| 16-8-2006  | Ліворно | Італія    | 0 – 2     | Хорватія             | товариський матч  | -    | 46'      |
| Усього     |         | Матчів    | 6         |                      | Голів             | 0    |          |

## Титули і досягнення
- Володар Кубка Інтертото (1):

«Удінезе»: 2000
- Володар Суперкубка Італії з футболу (1):

«Рома»: 2007
- Володар Кубка Італії (1):

«Рома»: 2007-2008